# Benetton Rugby Treviso 2023-2024
Questa voce raccoglie le informazioni riguardanti la Benetton Rugby Treviso nelle competizioni ufficiali della stagione 2023-2024.

## Mercato

### Prima della stagione
Con la lettera (A) si indicano gli academy players.
| Acquisti | Acquisti             | Acquisti                   | Acquisti   |
| R.       | Nome                 | da                         | Modalità   |
| -------- | -------------------- | -------------------------- | ---------- |
| P        | Giosuè Zilocchi      | London Irish               | definitivo |
| SL       | Gideon Koegelenberg  | Kurita Water Gush Akishima | definitivo |
| SL       | Eli Snyman           | Leicester                  | definitivo |
| TL       | Edoardo Iachizzi     | Vannes                     | definitivo |
| TL       | Santiago Ruiz        | Pampas XV                  | definitivo |
| MM       | Andy Uren            | Bristol                    | definitivo |
| MM       | Nicolò Casilio       | Colorno                    | definitivo |
| CE       | Malakai Fekitoa      | Munster                    | definitivo |
| TQ       | Paolo Odogwu         | Stade français             | definitivo |
| P        | Mirco Spagnolo (A)   | Petrarca                   | definitivo |
| P        | Marcos Gallorini (A) | Capitolina                 | definitivo |
| E        | Tommaso Simoni (A)   | Valpolicella               | definitivo |

| Cessioni | Cessioni              | Cessioni       | Cessioni   |
| R.       | Nome                  | a              | Modalità   |
| -------- | --------------------- | -------------- | ---------- |
| P        | Cherif Traorè         | Mont-de-Marsan | definitiva |
| P        | Matteo Drudi          | Fiamme Oro     | definitiva |
| T        | Corniel Els           |                | ritiro     |
| SL       | Carl Wegner           | Cheetahs       | definitiva |
| TL       | Braam Steyn           |                | svincolato |
| TQ       | Mattia Bellini        | Petrarca       | definitiva |
| P        | Simone Marcaggi (A)   | Perpignano     | definitiva |
| T        | Manuel Arroyo (A)     |                | svincolato |
| SL       | Piero Gritti (A)      | Clermont       | definitiva |
| MM       | Manfredi Albanese (A) |                | ritiro     |
| MM       | Giulio Sari (A)       | Oyonnax        | definitiva |

### Durante la stagione
| Acquisti | Acquisti | Acquisti | Acquisti |
| R.       | Nome     | da       | Modalità |
| -------- | -------- | -------- | -------- |
|          |          |          |          |

| Cessioni | Cessioni         | Cessioni | Cessioni   |
| R.       | Nome             | a        | Modalità   |
| -------- | ---------------- | -------- | ---------- |
| SL       | Nicola Piantella | Mogliano | prestito   |
| A        | Iliesa Tavuyara  | Rovigo   | definitiva |
| P        | Enzo Avaca       | Mogliano | definitiva |
| TL       | Matteo Meggiato  | Mogliano | prestito   |
| MA       | Giuliano Avaca   | Mogliano | definitiva |

## Risultati

### United Rugby Championship

#### Regular season
| Arbitro: | Murphy |

| |              | |
| Belcher 17’ Carré 26’ Bevan 31’ | mt           | 36’ Lucchesi 65’ Albornoz |
| de Beer 19’ de Beer 27’ | tr           | 37’ Umaga 66’ Umaga |
| de Beer 60’ | c.p.         | 10’ Umaga 46’ Umaga 79’ Umaga |
| · 66’ Carré 1 · 66’ Belcher 2 · 54’ Assiratti 3 · Lewis-Hughes 4 · 66’ Williams 5 · 43’ 51’ 74’ Mann 6 · Jenkins 7 · Davies 8 · Bevan 9 · de Beer 10 · Cabango 11 · Halaholo 12 · Lee-Lo 13 · 43’ Lane 14 · Winnett 15 | Formazioni   | · 1 Spagnolo 54’ · 2 Lucchesi 42’ 44’ · 3 Zilocchi 42’ · 4 Koegelenberg 48’ · 5 Snyman · 6 Izekor · 7 Zuliani · 8 Stowers 60’ · 9 Uren 71’ · 10 Umaga · 11 Padovani · 12 Drago · 13 Riera 54’ · 14 Mendy · 15 Smith 42’ |
| · 66’ Daniel 16 · 66’ Reynolds 17 · 54’ 78’ Parker 18 · 43’ 51’ 66’ Thornton 19 · 74’ de la Rua 20 · Aubrey 21 · Robson 22 · 43’ Millard 23                                                                            | Sostituzioni | · 16 Bernasconi 42’ 44’ · 17 Zani 54’ · 18 Ferrari 42’ · 19 Iachizzi 48’ · 20 Halafihi 60’ · 21 Duvenage 71’ · 22 Albornoz 42’ · 23 Zanon 54’                                                                           |
| Matt Sherratt | Allenatori   | Marco Bortolami |

| Arbitro: | Ferreira |

| |              | |
| Smith 36’ | mt           | 79’ Ahern |
| Umaga 37’ | tr           | 80’ Carbery |
| Umaga 9’ Umaga 15’ | c.p.         | 13’ Carbery 73’ Carbery |
| · 49’ Spagnolo 1 · 49’ Lucchesi 2 · 49’ Zilocchi 3 · Iachizzi 4 · Snyman 5 · 64’ Izekor 6 · 71’ Zuliani 7 · 45’ Halafihi 8 · Uren 9 · 59’ Umaga 10 · Padovani 11 · Drago 12 · Fekitoa 13 · Mendy 14 · Smith 15 | Formazioni   | · 1 Ryan 64’ · 2 Barron 64’ · 3 Archer 48’ · 4 Edogbo · 5 Wycherley 56’ · 6 O'Donoghue · 7 Hodnett 48’ · 8 Coombes · 9 Coughlan 50’ · 10 Carbery · 11 Nash · 12 Scannell 48’ · 13 Frisch · 14 McCarthy 52’ · 15 Daly |
| · 49’ Nicotera 16 · 49’ Zani 17 · 49’ Pasquali 18 · 64’ Koegelenberg 19 · 45’ Stowers 20 · Garbisi 21 · 59’ Albornoz 22 · 71’ Zanon 23                                                                         | Sostituzioni | · 16 Buckley 64’ · 17 Donnelly 64’ · 18 Ryan 48’ · 19 Ahern 56’ · 20 Kendellen 48’ · 21 Patterson 50’ · 22 Nankivell 48’ · 23 O'Brien 52’                                                                            |
| Marco Bortolami | Allenatori   | Graham Rowntree |

| Arbitro: | Martin |

| |              | |
| Fekitoa 4’ Mendy 70’ | mt           | 62’ Ntlabakanye |
| Albornoz 6’ | tr           | 63’ Nohamba |
| Umaga 55’ | c.p.         | 17’ Hendrikse |
| · Gallo 1 · 56’ Nicotera 2 · 43’ Ferrari 3 · 51’ Iachizzi 4 · Snyman 5 · Izekor 6 · 47’ Negri 7 · Cannone 8 · 56’ Uren 9 · 51’ Albornoz 10 · Padovani 11 · 45’ Drago 12 · Fekitoa 13 · Mendy 14 · 37’ 40’ Smith 15 | Formazioni   | · 1 Naudé 18’ · 2 Botha 54’ · 3 Dreyer 54’ · 4 Schoeman · 5 Landsberg 40’ · 6 Sirgel · 7 Tshituka · 8 F. Horn 66’ · 9 Nohamba · 10 Hendrikse 51’ · 11 van der Merwe 72’ · 12 Louw · 13 van Wyk · 14 Kriel · 15 Q. Horn 77’ |
| · 56’ Lucchesi 16 · Spagnolo 17 · 43’ Zilocchi 18 · 51’ Cannone 19 · 47’ Lamaro 20 · 56’ Garbisi 21 · 37’ 40’ 51’ Umaga 22 · 45’ Zanon 23                                                                          | Sostituzioni | · 16 Visagie 54’ · 17 Fourie 18’ · 18 Ntlabakanye 54’ · 19 Alberts 40’ · 20 Pretorius 66’ · 21 van den Berg 51’ · 22 Jonker 72’ · 23 Coetzee 77’                                                                           |
| Marco Bortolami | Allenatori   | Ivan van Rooyen |

| Arbitro: | Evans |

| |              | |
| Zanon 23’ Izekor 55’ | mt           | 30’ Gelant 36’ Ntubeni 46’ Skosan |
| Albornoz 24’ Umaga 56’ | tr           | 47’ du Plessis |
| Albornoz 34’ | c.p.         | |
| Smith 39’ | drop         | |
| · 45’ Nemer 1 · 45’ Nicotera 2 · 7’ 18’ 45’ Ferrari 3 · 48’ N. Cannone 4 · Ruzza 5 · 48’ Negri 6 · Lamaro 7 · 68’ L. Cannone 8 · 59’ Garbisi 9 · Albornoz 10 · Odogwu 11 · Zanon 12 · Fekitoa 13 · Mendy 14 · 52’ R. Smith 15 | Formazioni   | · 1 Vermaak 58’ · 2 Ntubeni 47’ · 3 Fouché 66’ · 4 A. Smith 58’ · 5 van Heerden 75’ · 6 Theunissen 58’ · 7 Dixon · 8 Roos · 9 Jantjies 63’ · 10 du Plessis 60’ · 11 Zas · 12 Nel · 13 Loader · 14 Skosan · 15 Gelant |
| · 45’ Bernasconi 16 · 45’ Spagnolo 17 · 7’ 18’ 45’ Zilocchi 18 · 48’ Snyman 19 · 48’ Izekor 20 · 68’ Halafihi 21 · 59’ Uren 22 · 52’ Umaga 23                                                                                 | Sostituzioni | · 16 Dweba 47’ · 17 Harris 58’ · 18 Mazibuko 66’ · 19 Porter 58’ · 20 Xaba 58’ · 21 Morabe 75’ · 22 de Wet 63’ · 23 Blommetjies 60’                                                                                  |
| Marco Bortolami | Allenatori   | John Dobson |

| Arbitro: | Brace |

| |              | |
| McKay 16’ Rowe 20’ Cancelliere 54’ Horne 66’ | mt           | |
| Horne 17’ Horne 21’ Horne 67’ | tr           | |
| · 52’ Bhatti 1 · 53’ Turner 2 · 60’ Sordoni 3 · 52’ Manjezi 4 · 60’ Gray 5 · Fagerson 6 · 49-59’ 60’ Gordon 7 · Vailanu 8 · Horne 9 · 77’ Jordan 10 · Rowe 11 · McDowall 12 · Tuipulotu 13 · 63’ Cancelliere 14 · 25-35’ McKay 15 | Formazioni   | · 1 Nemer 42’ · 2 Lucchesi 58’ · 3 Ferrari 44’ · 4 Cannone 69’ · 5 Ruzza · 6 Negri 27’ · 7 Lamaro · 8 Halafihi 52’ · 9 Garbisi 44’ · 10 Albornoz 42’ · 11 Odogwu · 12 Zanon · 13 Brex · 14 Watson · 15 Da Re |
| · 53’ Matthews 16 · 52’ Dell 17 · 60’ Pieretto 18 · 52’ Peterson 19 · 60’ Williamson 20 · 60’ Miller 21 · 63’ Kennedy 22 · 77’ Thompson 23                                                                                        | Sostituzioni | · 16 Bernasconi 58’ · 17 Spagnolo 42’ · 18 Pasquali 44’ · 19 Koegelenberg 69’ · 20 Pettinelli 27’ · 21 Stowers 52’ · 22 Duvenage 44’ · 23 Umaga 42’                                                          |
| Franco Smith | Allenatori   | Marco Bortolami |

| Arbitro: | Barrett-Theron |

| |              | |
| Kinghorn 2’ Currie 13’ Kinghorn 38’ | mt           | 31’ Mendy 42’ Zanon 67’ Zanon |
| Healy 3’ Healy 40’ | tr           | 32’ Umaga 43’ Umaga 67’ Umaga |
| Healy 54’ | c.p.         | 35’ Umaga |
| · 63’ Schoeman 1 · 6’ Cherry 2 · 68’ Nel 3 · 68’ Young 4 · Gilchrist 5 · Ritchie 6 · Boyle 7 · 15’ 24’ 73’ Crosbie 8 · 54’ Price 9 · Healy 10 · van der Merwe 11 · Lang 12 · Currie 13 · Goosen 14 · Kinghorn 15 | Formazioni   | · 1 Gallo 52’ · 2 Nicotera 40’ · 3 Zilocchi 66’ · 4 Iachizzi 63’ · 5 Snyman 76’ · 6 Izekor · 7 Lamaro 77’ · 8 Cannone 40’ · 9 Uren · 10 Umaga · 11 Mendy · 12 Zanon 73’ · 13 Fekitoa · 14 Odogwu · 15 Smith 77’ |
| · 6’ Ashman 16 · 63’ Venter 17 · 68’ Williams 18 · 68’ Sykes 19 · 15’ 24’ 73’ Dodd 20 · 54’ Vellacott 21 · Swiel 22 · Dean 23                                                                                    | Sostituzioni | · 16 Bernasconi 40’ · 17 Spagnolo 52’ 53-63’ · 18 Pasquali 66’ · 19 Favretto 63’ · 20 Halafihi 40’ · 21 Stowers 77’ · 22 Hidalgo-Clyne 77’ · 23 Da Re 73’                                                       |
| Sean Everitt | Allenatori   | Marco Bortolami |

| Arbitro: | Grove-White |

| |              | |
| Bernasconi 16’ Da Re 75’ | mt           | 41’ Nagy 59’ L. Davies |
| Umaga 17’ | tr           | |
| Umaga 64’ Umaga 68’ | c.p.         | 12’ Edwards |
| · 48’ Gallo 1 · 42’ Bernasconi 2 · 59’ Zilocchi 3 · Iachizzi 4 · Ruzza 5 · Izekor 6 · 53’ Lamaro 7 · 43’ Halafihi 8 · 61’ Uren 9 · Umaga 10 · Padovani 11 · Zanon 12 · Fekitoa 13 · Odogwu 14 · 53’ Smith 15 | Formazioni   | · 1 Thomas 55’ · 2 van der Merwe 55’ · 3 Henry 55’ · 4 R. Davies · 5 Fender · 6 T. Davies 69’ · 7 Deaves · 8 Morris · 9 L. Davies · 10 Edwards 19’ · 11 Morgan · 12 K. Williams · 13 Scully · 14 Hopkins · 15 Nagy 46’ |
| · 42’ Lucchesi 16 · 48’ Spagnolo 17 · 59’ Pasquali 18 · Favretto 19 · 53’ Zuliani 20 · 43’ Cannone 21 · 61’ Duvenage 22 · 53’ Da Re 23                                                                       | Sostituzioni | · 16 Lewis 55’ · 17 Phillips 55’ · 18 Warren 55’ · 19 Jones · 20 Morse 69’ · 21 Kruger 73’ · 22 O. Williams 19’ · 23 Houston 46’ 73’                                                                                   |
| Marco Bortolami | Allenatori   | Toby Booth |

| Arbitro: | Russo |

| |              | |
| Pani 2’ Bianchi 60’ Krumov 80’ | mt           | 12’ Bernasconi 25’ Menoncello 37’ Umaga 43’ Odogwu |
| Prisciantelli 4’ Prisciantelli 61’ Prisciantelli 81’ | tr           | 13’ Umaga 26’ Umaga 38’ Umaga 44’ Umaga |
| Prisciantelli 9’ | c.p.         | 76’ Umaga |
| · 36’ 40’ 61’ Fischetti 1 · 48’ Manfredi 2 · 48’ Pitinari 3 · 57’ Sisi 4 · Zambonin 5 · Volpi 6 · Ferrari 7 · 54’ Ruggeri 8 · 42-52’ 53’ García 9 · Prisciantelli 10 · 56’ Gesi 11 · Lucchin12 · 56’ Paea 13 · Bruno 14 · Pani 15 | Formazioni   | · 1 Spagnolo 50’ · 2 Bernasconi 46’ · 3 Zilocchi 59’ · 4 Iachizzi · 5 Ruzza 42’ · 6 Izekor · 7 Lamaro · 8 Halafihi 49-59’ 62’ · 9 Uren 50’ · 10 Umaga · 11 Ratave · 12 Fekitoa · 13 Menoncello 56’ · 14 Odogwu 44’ · 15 Smith |
| · 48’ Bigi 16 · 36’ 40’ 61’ Rizzoli 17 · 48’ Nocera 18 · 57’ Krumov 19 · 54’ Bianchi 20 · 53’ Fusco 21 · 56’ Montemauri 22 · 56’ Morisi 23                                                                                        | Sostituzioni | · 16 Maile 46’ 79-89’ · 17 Gallo 50’ · 18 Pasquali 59’ · 19 Favretto 42’ · 20 Stowers 62’ · 21 Garbisi 50’ · 22 Marin 56’ · 23 Padovani 44’                                                                                   |
| Fabio Roselli | Allenatori   | Marco Bortolami |

| Arbitro: | Gnecchi |

| |              | |
| Lucchesi 3’ Garbisi 12’ Mendy 38’ Izekor 44’ Negri 58’ Albornoz 62’ | mt           | 22’ Prisciantelli 55’ Bigi |
| Smith 4’ Smith 13’ Albornoz 59’ | tr           | 23’ Prisciantelli 56’ Prisciantelli |
| · 49’ Spagnolo 1 · 56’ Lucchesi 2 · 56’ Zilocchi 3 · N. Cannone 4 · 60’ Snyman 5 · Izekor 6 · 49’ Lamaro 7 · Negri 8 · 49’ Garbisi 9 · 49’ Marin 10 · Ratave 11 · Fekitoa 12 · 56’ Menoncello 13 · Mendy 14 · Smith 15 | Formazioni   | · 1 Fischetti 54’ · 2 Bigi 59’ · 3 Pitinari 46’ · 4 Sisi 41’ · 5 Zambonin · 6 Volpi · 7 Bianchi 59’ · 8 Ruggeri 59’ · 9 García 54’ · 10 Montemauri · 11 Gesi · 12 Mazza · 13 Morisi · 14 Bruno · 15 Prisciantelli |
| · 56’ Bernasconi 16 · 49’ Gallo 17 · 56’ Pasquali 18 · 60’ Ruzza 19 · 49’ L. Cannone 20 · 49’ Duvenage 21 · 49’ Albornoz 22 · 56’ Zanon 23                                                                             | Sostituzioni | · 16 Ribaldi 59’ · 17 Rizzoli 54’ · 18 Nocera 46’ · 19 Krumov 41’ · 20 Andreani 59’ · 21 Fusco 54’ 65’ · 22 Gregory 65’ · 23 Ferrari 59’                                                                          |
| Fabio Roselli | Allenatori   | Marco Bortolami |

| Arbitro: | Davidson |

| |              | |
| Penny 9’ McGrath 13’ Turner 33’ Jenkins 42’ Murphy 64’ Deeny 70’ | mt           | 1’ Mendy 35’ Mendy |
| R. Byrne 9’ R. Byrne 14’ R. Byrne 34’ R. Byrne 44’ Prendergast 70’ Prendergast 78’ | tr           | 2’ Umaga |
| · 46’ Boyle 1 · 46’ Barron 2 · 46’ Clarkson 3 · Molony 4 · 66’ Jenkins 5 · 58’ Connors 6 · Penny 7 · Deegan 8 · 58’ McGrath 9 · 69’ R. Byrne 10 · Russell 11 · Osborne 12 · Turner 13 · 48’ O'Brien 14 · McErlean 15 | Formazioni   | · 1 Gallo · 2 Maile 46’ · 3 Pasquali 50’ · 4 Koegelenberg · 5 Snyman · 6 Pettinelli 46’ · 7 Halafihi 72’ · 8 Stowers 50’ · 9 Uren 55’ · 10 Albornoz 63’ · 11 Ratave · 12 Zanon 69’ · 13 Fekitoa · 14 Mendy · 15 Umaga 79-89’ |
| · 46’ McKee 16 · 46’ E. Byrne 17 · 46’ Alaalatoa 18 · 66’ Deeny 19 · 58’ Ruddock 20 · 58’ Murphy 21 · 69’ Pendergast 22 · 48’ Brownlee 23                                                                            | Sostituzioni | · 16 Nicotera 46’ · 17 Zani 72’ · 18 Alongi 50’ · 19 Favretto 50’ · 20 Izekor 46’ · 21 Garbisi 55’ · 22 Marin 63’ · 23 Drago 69’                                                                                             |
| Leo Cullen | Allenatori   | Marco Bortolami |

| Arbitro: | Cross |

| |              | |
| | mt           | 8’ Matthews 35’ McDowall 73’ Jordan |
| | tr           | 36’ Thompson 74’ Weir |
| Umaga 43’ Umaga 54’ Umaga 72’ | c.p.         | |
| · 77’ Gallo 1 · 68’ Maile 2 · 72’ Ferrari 3 · 45’ Koegelenberg 4 · Snyman 5 · 77’ Izekor 6 · 64’ Pettinelli 7 · Halafihi 8 · 62’ Garbisi 9 · 69’ Albornoz 10 · Ratave 11 · Zanon 12 · Fekitoa 13 · Mendy 14 · Umaga 15 | Formazioni   | · 1 McBeth 60’ · 2 Matthews 60’ · 3 Sordoni 58-68’ · 4 Williamson · 5 Samuel 63’ · 6 Ferrie 63’ · 7 Gordon 77’ · 8 Venter · 9 Dobie · 10 Thompson 63’ · 11 Cordero 60’ 69’ 77’ · 12 Jordan · 13 McDowall · 14 Cancelliere · 15 McKay |
| · 68’ Zani 16 · 77’ Nemer 17 · 72’ Pasquali 18 · 77’ Favretto 19 · 45’ Iachizzi 20 · 64’ Stowers 21 · 62’ Uren 22 · 69’ Da Re 23                                                                                       | Sostituzioni | · 16 Hiddleston 60’ · 17 Dell 60’ · 18 Kebble 60’ 69’ · 19 Manjezi 63’ · 20 Miller 63’ · 21 Fraser 77’ · 22 Afshar · 23 Weir 63’ |
| Marco Bortolami | Allenatori   | Franco Smith |

| Arbitro: | Busby |

| |              | |
| Swart 83’ | mt           | 11’ Ratave |
| Costelow 86’ | tr           | 13’ Umaga |
| Costelow 2’ Costelow 51’ Costelow 55’ | c.p.         | 4’ Umaga 19’ Umaga |
| · 53’ Mathias 1 · 74’ Sh. Evans 2 · 53’ O'Connor 3 · Craig 4 · 74’ Lousi 5 · Leatherbarrow 6 · Davis 7 · 57’ 72’ Fifita 8 · 46’ G. Davies 9 · Costelow 10 · Lewis 11 · Williams 12 · 72’ J. Davies 13 · 68’ Rogers 14 · Lloyd 15 | Formazioni   | · 1 Zani 40’ · 2 Maile 40’ · 3 Ferrari 72’ · 4 Iachizzi 61’ · 5 Snyman · 6 Izekor · 7 Halafihi · 8 Cannone 44’ · 9 Uren 51’ · 10 Umaga · 11 Ratave · 12 Drago 62’ · 13 Fekitoa · 14 Mendy · 15 Smith 56’ |
| · 74’ Swart 16 · 74’ W. Jones 17 · 53’ Wainwright 18 · 53’ M. Jones 19 · 57’ 72’ 82’ Tuipulotu 20 · 46’ Hardy 21 · 68’ 82’ St. Evans 22 · 72’ James 23                                                                           | Sostituzioni | · 16 Bernasconi 40’ · 17 Nemer 40’ · 18 Pasquali 72’ · 19 Favretto 61’ · 20 Zuliani 44’ · 21 Garbisi 51’ · 22 Albornoz 56’ · 23 Marin 62’                                                                |
| Dwayne Peel | Allenatori   | Marco Bortolami |

| Arbitro: | Ferreira |

| |              | |
| Mendy 6’ Izekor 79’ | mt           | 32’ Murray 73’ Prendergast |
| Umaga 7’ | tr           | 33’ Carty 74’ Carty |
| Umaga 15’ Umaga 68’ | c.p.         | |
| · 55’ Gallo 1 · 47’ Nicotera 2 · 59’ Zilocchi 3 · 64’ N. Cannone 4 · Snyman 5 · Izekor 6 · 25’ Lamaro 7 · Halafihi 8 · 45’ Garbisi 9 · Umaga 10 · Ratave 11 · Brex 12 · 71’ Menoncello 13 · Mendy 14 · 75’ R. Smith 15 | Formazioni   | · 1 Duggan 53’ · 2 Heffernan 68’ · 3 Aungier 53’ · 4 N. Murray · 5 Joyce 1’ 11’ 53’ · 6 Prendergast · 7 Hurley-Langton · 8 Boyle 59’ · 9 McDonald 45’ · 10 Carty · 11 A. Smith · 12 Forde 53’ · 13 Hawkshaw · 14 Kilgallen 17’ · 15 O'Halloran |
| · 47’ Bernasconi 16 · 55’ Spagnolo 17 · 55’ Pasquali 18 · 64’ Ruzza 19 · 25’ L. Cannone 20 · 45’ Uren 21 · 75’ Albornoz 22 · 71’ Fekitoa 23                                                                            | Sostituzioni | · 16 de Buitléar 68’ · 17 Buckley 53’ · 18 Illo 53’ · 19 D. Murray 1’ 11’ 53’ · 20 Butler 59’ · 21 Reilly 45’ · 22 Jennings 53’ · 23 Bolton 17’                                                                                                |
| Marco Bortolami | Allenatori   | Pete Wilkins |

| Arbitro: | Murphy |

| |              | |
| Smith 7’ Lucchesi 30’ Uren 35’ Ratave 44’ Iachizzi 70’ Lamaro 74’ | mt           | 42’ Rosser 52’ Blacker 77’ Hope |
| Albornoz 7’ Albornoz 36’ Umaga 75’ | tr           | 42’ Evans 77’ Reed |
| · 51’ Spagnolo 1 · 51’ Lucchesi 2 · 51’ Zilocchi 3 · 40’ Scrafton 4 · 60’ Favretto 5 · 47’ Negri 6 · Lamaro 7 · Halafihi 8 · 55’ Uren 9 · 51’ Albornoz 10 · Ratave 11 · Zanon 12 · Brex 13 · Marin 14 · 79-89’ Smith 15 | Formazioni   | · 1 Martínez 64’ · 2 Benjamin 68’ · 3 Yendle 46’ · 4 Carter · 5 Nott · 6 Lydiate 46’ · 7 Lonsdale · 8 Basham 56’ · 9 Blacker 56’ · 10 Reed · 11 Rosser · 12 Owen · 13 Tomkinson 46’ · 14 Dyer · 15 Evans 56’ |
| · 51’ Bernasconi 16 · 51’ Nemer 17 · 51’ Pasquali 18 · 40’ Koegelenberg 19 · 60’ Iachizzi 20 · 47’ Izekor 21 · 55’ Duvenage 22 · 51’ Umaga 23                                                                           | Sostituzioni | · 16 Coghlan 68’ · 17 Seiuli 64’ · 18 Arhip 46’ · 19 Keddie 56’ · 20 Wainwright 46’ · 21 Hope 56’ · 22 Westwood 46’ · 23 Williams 56’                                                                        |
| Marco Bortolami | Allenatori   | Dai Flanagan |

| Arbitro: | Grove-White |

| |              | |
| Stewart 15’ Crothers 32’ Stockdale 39’ Addison 49’ Izuchukwu 66’ | mt           | 5’ Menoncello 46’ Umaga 56’ Halafihi 62’ Nemer 80’ Albornoz |
| Cooney 16’ Cooney 33’ Cooney 40’ Cooney 51’ Cooney 67’ | tr           | 57’ Albornoz 64’ Albornoz 81’ Albornoz |
| Cooney 73’ | c.p.         | 24’ Umaga |
| · 53’ O'Sullivan 1 · 74’ Stewart 2 · 64’ Wilson 3 · Sheridan 4 · 64’ O'Connor 5 · 57’ Ewers 6 · Crothers 7 · McCann 8 · 76’ Cooney 9 · Burns 10 · 43’ Stockdale 11 · McCloskey 12 · 74’ Addison 13 · Baloucoune 14 · Lowry 15 | Formazioni   | · 1 Gallo 51’ 74’ · 2 Nicotera 47’ · 3 Ferrari 51’ · 4 Scrafton 40’ · 5 Iachizzi 64’ · 6 Izekor · 7 Lamaro 47’ · 8 L. Cannone · 9 Uren 57’ · 10 Albornoz · 11 Smith · 12 Zanon 76’ · 13 Menoncello · 14 Marin · 15 Umaga |
| · 74’ Andrew 16 · 53’ Warwick 17 · 64’ French 18 · 64’ Izuchukwu 19 · 57’ Jones 20 · 76’ Shanahan 21 · 74’ 80-90’ Marshall 22 · 43’ McIlroy 23                                                                                | Sostituzioni | · 16 Lucchesi 47’ · 17 Nemer 51’ 74’ · 18 Pasquali 51’ · 19 N. Cannone 40’ · 20 Favretto 64’ · 21 Halafihi 47’ · 22 Garbisi 57’ · 23 Drago 76’                                                                           |
| Dan McFarland | Allenatori   | Marco Bortolami |

| Arbitro: | Adamson |

| |              | |
| Fassi 13’ Nché 23’ Kok 47’ Kok 56’ | mt           | 35’ Menoncello 44’ Lucchesi 75’ Umaga |
| Masuku 15’ Masuku 49’ | tr           | 45’ Marin 75’ Umaga |
| | c.p.         | 3’ Marin 71’ Umaga |
| · 40’ Nché 1 · 40’ Mbonambi 2 · 19’ Koch 3 · 19’ Etzebeth 4 · Rahl 5 · Venter 6 · Grobler 7 · 52’ Tshituka 8 · 40’ Williams 9 · 57’ Masuku 10 · Mapimpi 11 · 74’ Koster 12 · 37’ Am 13 · Kok 14 · Fassi 15 | Formazioni   | · 1 Zani 34’ · 2 Lucchesi 53’ · 3 Ferrari 53’ 74’ · 4 N. Cannone 58’ · 5 Snyman · 6 Izekor · 7 Negri · 8 L. Cannone · 9 Uren 60’ · 10 Marin 46’ · 11 Ratave 71’ · 12 Brex · 13 Menoncello 53’ 65’ · 14 Mendy · 15 Smith |
| · 40’ Mbatha 16 · 40’ Mchunu 17 · 19’ Jacobs 18 · 19’ Labuschagne 19 · 52’ Mavesere 20 · 40’ Wright 21 · 57’ Chamberlain 22 · 37’ Appollis 23                                                              | Sostituzioni | · 16 Bernasconi 53’ · 17 Aminu 34’ 74’ · 18 Zilocchi 53’ · 19 Iachizzi 58’ · 20 Favretto · 21 Duvenage 60’ · 22 Umaga 46’ · 23 Zanon 53’ 65’ 71’                                                                        |
| John Plumtree | Allenatori   | Marco Bortolami |

| Arbitro: | Davidson |

| |              | |
| Moodie 2’ Kriel 17’ Arendse 19’ Nortjé 24’ Moodie 35’ van der Merwe 48’ Kriel 53’ Modie 56’ Grobbelaar 79’ | mt           | 30’ Ratave 39’ Lucchesi 45’ Uren 63’ Halafihi 75’ Zanon |
| Goosen 3’ Goosen 17’ Goosen 25’ Goosen 54’ | tr           | 31’ R. Smith 40’ R. Smith 46’ R. Smith 65’ R. Smith 76’ R. Smith |
| C. Smith 72’ | c.p.         | |
| · 70’ Steenekamp 1 · 50’ van der Merwe 2 · 70’ W. Louw 3 · 70’ Vermaak 4 · Nortjé 5 · van Staden 6 · E. Louw 7 · 31’ Hanekom 8 · 76’ Papier 9 · 58’ Goosen 10 · Arendse 11 · 71’ Vorster 12 · Kriel 13 · Moodie 14 · le Roux 15 | Formazioni   | · 1 Gallo 54’ · 2 Lucchesi 46’ 65’ · 3 Ferrari 54’ · 4 Scrafton 46’ · 5 Snyman · 6 Izekor · 7 Negri 47’ · 8 Cannone · 9 Uren 58’ · 10 Marin 47’ · 11 Ratave · 12 Brex · 13 Menoncello 21’ · 14 Mendy · 15 R. Smith |
| · 50’ Grobbelaar 16 · 70’ Matanzima 17 · 70’ Klopper 18 · 70’ Ludwig 19 · 31’ Carr 20 · 76’ Johannes 21 · 58’ C. Smith 22 · 71’ de Klerk 23                                                                                     | Sostituzioni | · 16 Bernasconi 46’ 65’ · 17 Aminu 54’ · 18 Pasquali 54’ · 19 Iachizzi 46’ · 20 Halafihi 47’ · 21 Garbisi 58’ · 22 Albornoz 47’ · 23 Zanon 21’                                                                     |
| Jake White | Allenatori   | Marco Bortolami |

| Arbitro: | Whitehouse |

| |              | |
| Mendy 6’ Ratave 34’ Albornoz 58’ Izekor 62’ Izekor 66’ | mt           | |
| Smith 35’ Smith 60’ Smith 63’ | tr           | |
| | c.p.         | 24’ Healy 27’ Healy |
| · 55’ Gallo 1 · 25’ Nicotera 2 · 55’ Ferrari 3 · 54’ N. Cannone 4 · Snyman 5 · 1-11’ Izekor 6 · Lamaro 7 · 52’ Halafihi 8 · 64’ Uren 9 · Albornoz 10 · 73’ Ratave 11 · 70’ Brex 12 · Menoncello 13 · Mendy 14 · Smith 15 | Formazioni   | · 1 Schoeman 58’ · 2 Ashman 58’ · 3 Nel 58’ · 4 Skinner 58’ · 5 Gilchrist · 6 Ritchie 72’ · 7 Crosbie 60’ 72’ · 8 Mata · 9 Price 60’ · 10 Healy 64’ · 11 van der Merwe · 12 Dean 64’ · 13 Currie · 14 Henry · 15 Lang |
| · 36’ Lucchesi 16 · 55’ Spagnolo 17 · 55’ Zilocchi 18 · 54’ Iachizzi 19 · 52’ L. Cannone 20 · 64’ Garbisi 21 · 73’ Umaga 22 · 70’ Zanon 23                                                                               | Sostituzioni | · 16 Cherry 58’ · 17 Venter 58’ · 18 Sebastian 58’ · 19 Sykes 58’ · 20 Watson 60’ · 21 Vellacott 60’ · 22 Scott 64’ · 23 Bennett 64’                                                                                  |
| Marco Bortolami | Allenatori   | Sean Everitt |

Classificandosi al 7º posto in classifica, il Benetton si è qualificato alle fasi finali del United Rugby Championship e ha ottenuto contemporaneamente la qualificazione alla successiva edizione di Champions Cup.

#### Fase finale
Nel tabellone finale, il Benetton è stato accoppiato ai Bulls.

##### Ottavi di finale
| Arbitro: | Adamson |

|                                  |      |                                     |
| Arendse 0’ Arendse 20’ Kriel 61’ | mt   | 31’ Ratave 57’ Albornoz 66’ Fekitoa |
| Goosen 1’ Goosen 21’ Goosen 62’  | tr   | 59’ R. Smith                        |
| Goosen 35’ Goosen 50’ Goosen 74’ | c.p. | 10’ R. Smith 41’ R. Smith           |

Con la sconfitta subita per mano dei Bulls con il punteggio di 30-23, il Benetton Treviso è stato eliminato agli ottavi di finale di United Rugby Championship.

### Challenge Cup

#### Fase a gironi
| Arbitro: | Cayre |

|                                                              |      |                                            |
| Lake 7’ Thomas Lake 25’ Lake 46’ Lake 56’ Morris 76’         | mt   | 14’ Ratave 21’ Ratave 34’ Negri 51’ Odogwu |
| Williams 8’ Williams 19’ Williams 27’ Williams 48’ Walsh 77’ | tr   | 15’ Umaga 23’ Umaga 35’ Umaga 52’ Umaga    |
| Walsh 81’                                                    | c.p. | 40’ Umaga 79’ Umaga                        |

| Arbitro: | Cross |

|                                               |      |                  |
| Smith 15’ Bernasconi 36’ Izekor 48’ Smith 80’ | mt   | 75’ Montgaillard |
| Umaga 17’ Umaga 37’ Umaga 49’                 | tr   | 76’ Rodor        |
| Umaga 32’                                     | c.p. |                  |

| Arbitro: | Trainini |

|                        |      |                                                                                                 |
| Bello 12’ McCallum 62’ | mt   | 16’ Albornoz 19’ Ratave 27’ Menoncello 43’ Ratave 49’ Mendy 56’ Menoncello 73’ Izekor 80’ Umaga |
| Connon 13’             | tr   | 20’ Albornoz 28’ Albornoz 44’ Albornoz 50’ Albornoz 56’ Umaga 74’ Umaga 80’ Umaga               |
| Connon 4’ Connon 24’   | c.p. | 34’ Albornoz                                                                                    |

| Arbitro: | Ferreira |

|                                      |      |                                       |
| Albornoz 20’ Ratave 29’ Albornoz 72’ | mt   | 35’ Cadot 46’ Erdocio 67’ Karkadze    |
| Albornoz 22’ Albornoz 30’ Umaga 73’  | tr   | 47’ P. Garbisi 69’ Foursans-Bourdette |
| Albornoz 14’ Albornoz 60’            | c.p. |                                       |

Classificandosi al 1º posto del Gruppo 2, il Benetton Treviso si è qualificato agli ottavi di finale di Challenge Cup.

#### Fase finale

##### Ottavi di finale
| Arbitro: | Ridley |

|                                    |      |                            |
| Gallo 8’ Ratave 33’ Bernasconi 51’ | mt   | 2’ Visagie 46’ Hendrikse   |
| Umaga 9’ Umaga 34’ Umaga 52’       | tr   | 3’ Hendrikse 47’ Hendrikse |
| Albornoz 63’                       | c.p. | 37’ Hendrikse              |
| Smith 27’                          | drop |                            |

Con la vittoria per 27-17 sui Lions, il Benetton si è qualificato ai quarti di finale di Challenge Cup.

##### Quarti di finale
| Arbitro: | Adamson |

|                                                                   |      |                                           |
| Lucchesi 5’ Menoncello 12’ R. Smith 19’ Albornoz 26’ Albornoz 64’ | mt   | 2’ Heffernan 40’ Boyle 56’ Aki 67’ Oliver |
| Albornoz 6’ Albornoz 20’ Umaga 28’ Umaga 65’                      | tr   | 3’ Hanrahan 42’ Hanrahan                  |
| Umaga 52’ Umaga 60’                                               | c.p. |                                           |

Con la vittoria per 37-24 sul Connacht, il Benetton si è qualificato per le semifinali di Challenge Cup.

##### Semifinale
| Arbitro: | Amashukeli |

|                                                           |      |                                     |
| Hathaway 5’ Blake 28’ Hastings 57’ Clarke 61’ Thorley 77’ | mt   | 41’ Smith 53’ Lucchesi 66’ Lucchesi |
| Hastings 29’ Hastings 59’ Hastings 62’                    | tr   | 67’ Albornoz                        |
| Hastings 19’ Hastings 48’ Englefield 69’                  | c.p. | 15’ Albornoz 23’ Albornoz           |

Con la sconfitta subita dal Gloucester con il punteggio di 40-23, il Benetton è stato eliminato in semifinale dalla Challenge Cup.

## Statistiche
Dati aggiornati al 9 giugno 2024.

### Statistiche di squadra
| Competizione  | Punti | In casa | In casa | In casa | In casa | In casa | In casa | In trasferta | In trasferta | In trasferta | In trasferta | In trasferta | In trasferta | Totale | Totale | Totale | Totale | Totale | Totale | Totale |
| Competizione  | Punti | G       | V       | N       | P       | Ptf     | Pts     | G            | V            | N            | P            | Ptf          | Pts          | G      | V      | N      | P      | Ptf    | Pts    | Diff.  |
| ------------- | ----- | ------- | ------- | ------- | ------- | ------- | ------- | ------------ | ------------ | ------------ | ------------ | ------------ | ------------ | ------ | ------ | ------ | ------ | ------ | ------ | ------ |
| URC           | 54    | 9       | 7       | 1       | 1       | 196     | 125     | 10           | 4            | 0            | 6            | 238          | 305          | 19     | 11     | 1      | 7      | 434    | 430    | +4     |
| Challenge Cup | 15    | 4       | 4       | 0       | 0       | 122     | 67      | 2            | 1            | 0            | 1            | 91           | 61           | 6      | 5      | 0      | 1      | 213    | 128    | +85    |
| Totale        | -     | 13      | 11      | 1       | 1       | 318     | 192     | 12           | 5            | 0            | 7            | 329          | 366          | 25     | 16     | 1      | 8      | 647    | 558    | +89    |